# Wangen (Öhningen)
Wangen, auch Wangen am See (Untersee) oder Wangen bei Radolfzell, ist ein Ortsteil der Gemeinde Öhningen im Landkreis Konstanz in Baden-Württemberg in Deutschland nahe der Grenze zur Schweiz.

## Geographische Lage
Der Ort liegt am Nordufer des Rheinsees, dem südwestlichen Teil des Untersees.

## Geschichte

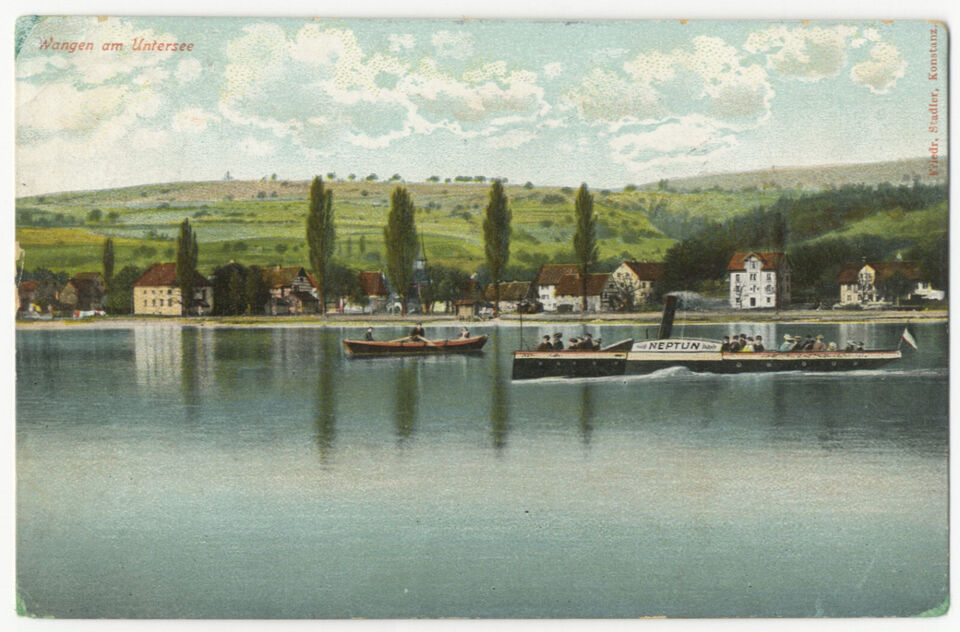
„Wangen am Untersee“, mit der Synagoge am Ufer, links. Fotomontage: Raddampfer „Neptun“. Kolorierte Fotografie, aufgenommen von der Schweizer Seeseite. Zeitgenössische Ansichtskarte, vor 1909.

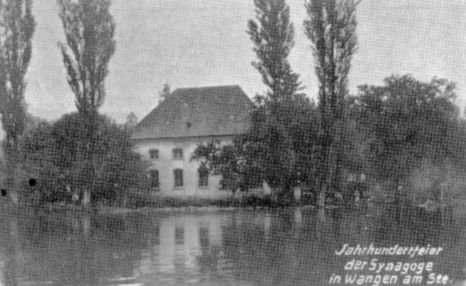
Synagoge von Wangen (zerstört 1938), Ostansicht. Fotografie zur Hundertjahrfeier ihrer Einweihung, um 1927

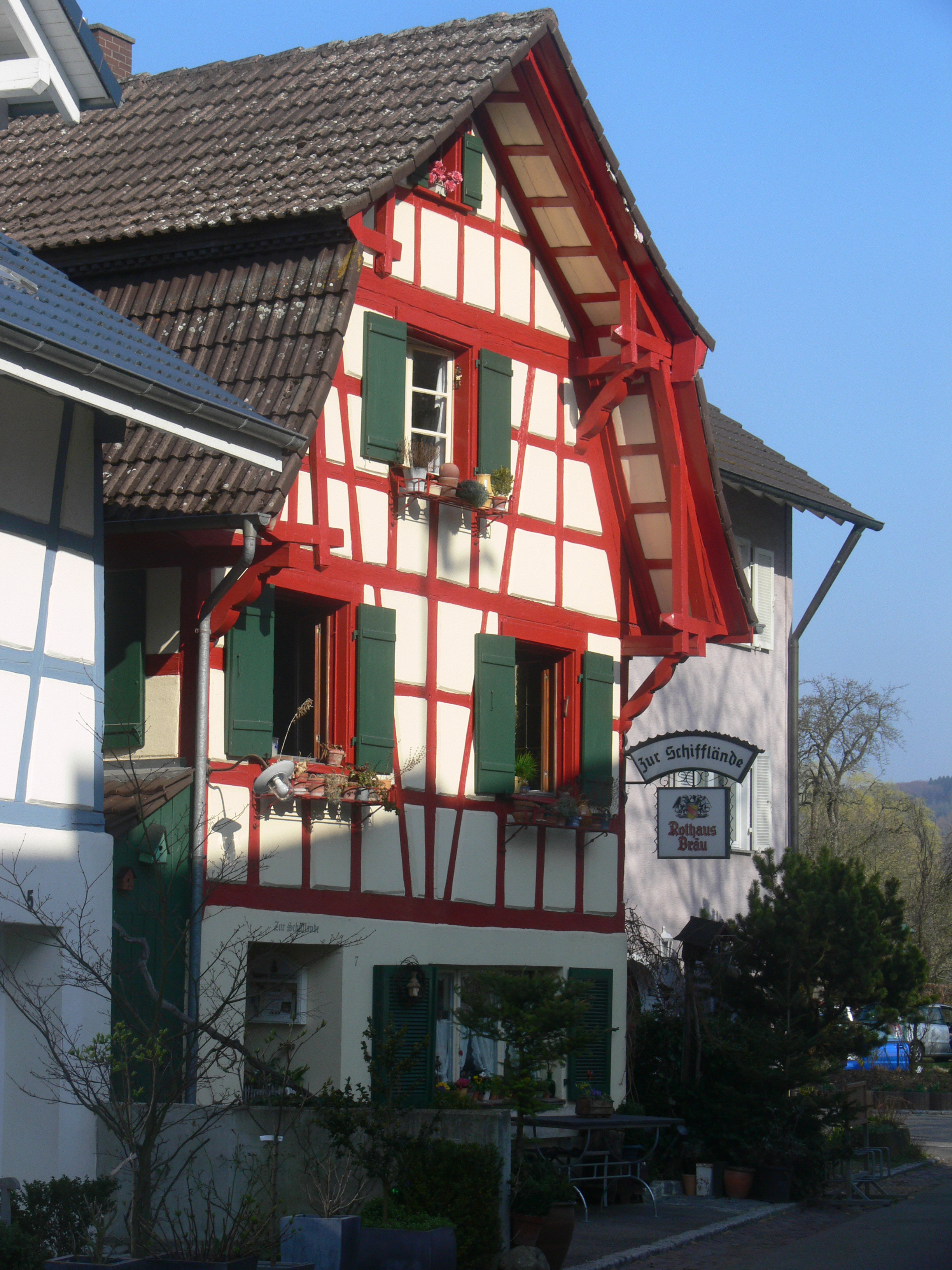
Gasthaus in Wangen

In der Wangener Bucht sind Pfahlbausiedlungen aus dem 3. Jahrtausend v. Chr. (Neolithikum) archäologisch nachgewiesen worden. Sie wurden um 1850 vom Wangener Ratschreiber Kaspar Löhle als erste Pfahlbaufundstelle am Bodensee entdeckt. Untersuchungen und Grabungen des heutigen Landesamts für Denkmalpflege lieferten den Nachweis, dass hier Siedlungen sowohl der Pfyner Kultur (3900 bis 3500 v. Chr.) als auch der Horgener Kultur (3400 bis 2800 v. Chr.) bestanden. Die Fundstelle im Gewann „Hinterhorn“ ist seit dem 27. Juni 2011 Bestandteil des UNESCO-Weltkulturerbes Prähistorische Pfahlbauten um die Alpen.
Erstmals urkundlich erwähnt wurde Wangen im Jahr 1155.
Mit der Ansiedlung der ersten Juden im 17. Jahrhundert wurde Wangen eine christlich-jüdische Landgemeinde. Deren erste Synagoge wurde vermutlich im 18. Jahrhundert gebaut, ersetzt durch das 1827 eingeweihte größere Gebäude in unmittelbarer Nähe des Seeufers. Oberhalb des Dorfes legte die jüdische Gemeinde 1827 auch einen eigenen Friedhof an, der 1889 erweitert und 1901 mit einer Mauer umgeben wurde. Im Verlauf der Reichspogromnacht 1938 wurde von der in Radolfzell stationierten SS-Verfügungstruppe III./„Germania“ die 1827 eingeweihte Synagoge von Wangen zerstört. Im Rahmen der Wagner-Bürckel-Aktion wurden am 20. Oktober 1940 alle noch auf der Höri und im Hegau verbliebenen Jüdinnen und Juden von Angehörigen der Radolfzeller SS, lokaler Ordnungspolizei und Konstanzer Gestapo erfasst und in den unbesetzten Teil Frankreichs in das Internierungslager Gurs deportiert.
Die selbstständige Gemeinde Wangen schloss sich 1975 mit Öhningen zur neuen Gemeinde Öhningen zusammen, der auch Schienen beitrat. 1986 erhielt Wangen das Prädikat Anerkannter Fremdenverkehrsort.
In Wangen gab es eine Grundschule, sie wurde 2017 geschlossen.

## Wappen
Das Wappen der ehemals selbstständigen Gemeinde Wangen zeigt in geteiltem Schild oben in Gold einen schreitenden roten Leoparden, unten von Silber und Blau [in zwölf Plätzen] geschacht.

## Kultur und Tourismus
Im Süden befindet ein großer Campingplatz sich direkt am Seeufer.

### Museum

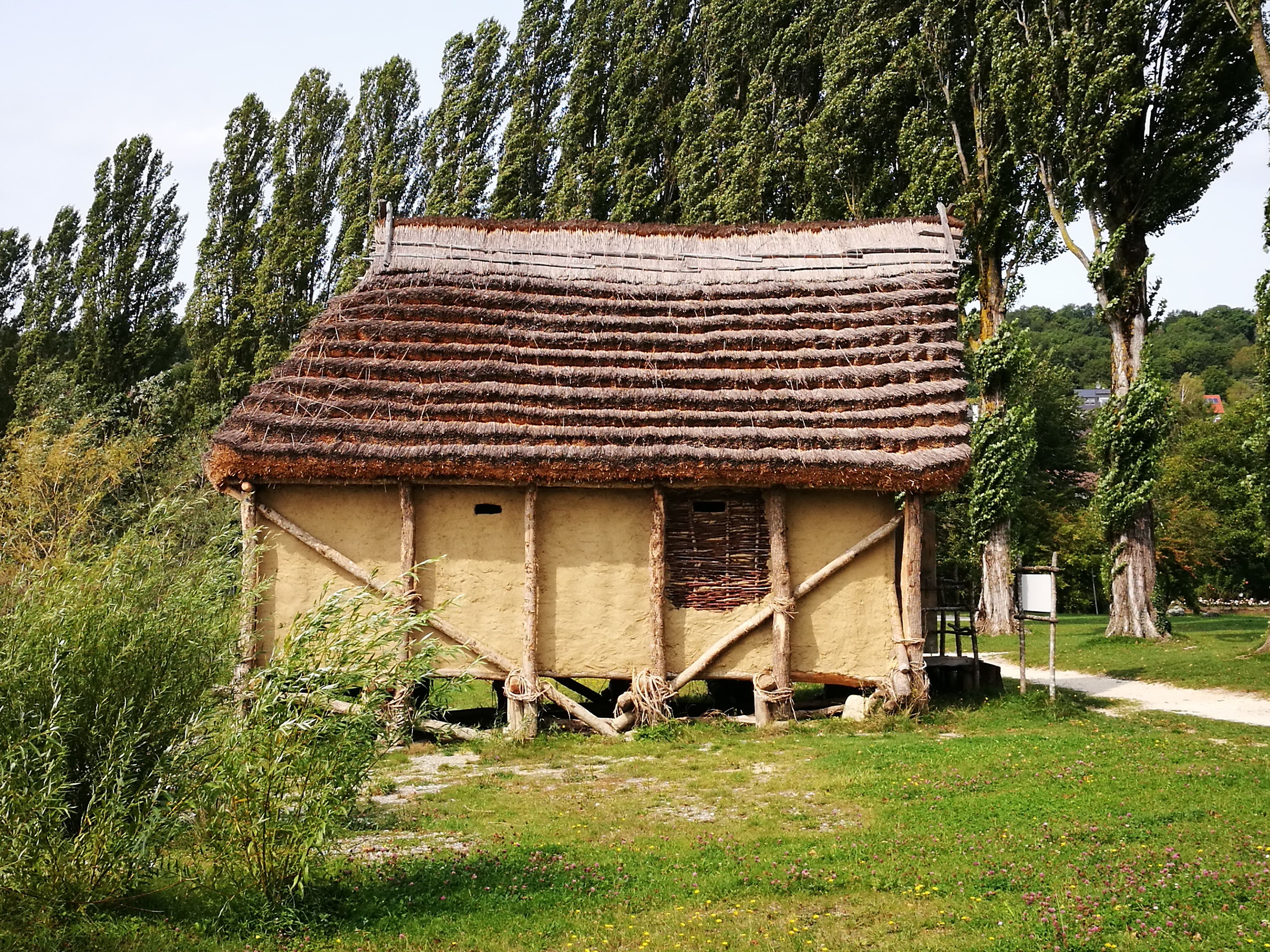
Rekonstruktion Pfahlbauhaus

Das Museum Fischerhaus und ein nachgebildetes Pfahlbauhaus geben einen Überblick zum UNESCO-Weltkulturerbe „Prähistorische Pfahlbauten um die Alpen“ und zu Fossilfunden in Öhningen.
Der Fund eines versteinerten Riesensalamanders Andrias scheuchzeri aus Öhningen ging in die Geschichte der Paläontologie ein, weil ihn der Zürcher Stadtarzt Johann Jakob Scheuchzer 1726 als Skelettrest eines in der biblischen Sintflut ertrunkenen Menschen fehldeutete.

## Persönlichkeiten

### Söhne und Töchter des Ortes
- Hans Ludwig von Ulm (1567–1627), Reichsvizekanzler
- Naphtali Näf (1818–1891), badischer Landtagsabgeordneter
- Jacob Picard (1883–1967), Dichter des deutschen Landjudentums
- Leo Picard (1900–1997), deutsch-israelischer Geologe

### Persönlichkeiten, die vor Ort gewirkt haben oder noch wirken
- Hans Godeck (1872–1960), Theaterschauspieler, lebte ab Mitte der 1930er Jahre in Wangen.
- Ernst Bacmeister (1874–1971), freier Schriftsteller, Lyriker und Dramatiker, lebte von 1913 bis zu seinem Tod in Wangen.
- Eugen Segewitz (1885–1952), Maler, Studium an der Kunstakademie Karlsruhe, lebte von 1920 bis 1930 im Schloss Marbach bei Wangen und ab 1930 bis zu seinem Tode in Wangen.
- Hans Leip (1893–1983), Schriftsteller, Dichter (u. a. von Lili Marleen) und Maler, lebte in den 1950er Jahren in Wangen.
- Erich Bloch (1897–1994), Jurist, Schriftsteller und Journalist, lebte von 1922 bis 1929 in Wangen
- Jean Paul Schmitz (1899–1970), Maler, lebte von 1949 bis zu seinem Tode als einer der „Höri-Maler“ in Wangen.
- Hugo Boeschenstein (1900–1983), schweizerisch-deutscher Grafiker, lebte von 1925 bis mindestens 1937 in Wangen und war in der Zeit des Nationalsozialismus aktives Mitglied der NSDAP.
- Bruno Epple (1931–2023), Schriftsteller und Maler, lebte in Wangen